# Jorge Pérez Flores
Jorge Luis Pérez Flores (Chiclayo, 12 de septiembre de 1979) es un médico y político peruano. Es el actual gobernador regional de Lambayeque desde el 1 de enero del 2023. Fue congresista de la república durante el breve periodo 2020-2021.

## Biografía
Jorge Pérez Flores nació en la ciudad de Chiclayo, en Lambayeque, el 12 de septiembre de 1979.
Cursó la carrera de Médico cirujano en la Universidad de Chiclayo, donde también obtuvo el bachiller en medicina. En la Universidad Inca Garcilaso de la Vega obtuvo bachiller en ciencias farmacéuticas y bioquímica, así también curso la carrera de químico farmacéutico y bioquímico. Obtuvo una maestría en la Universidad Señor de Sipán.
Fue gerente del centro de operaciones del Hospital “Edgardo Rebagliati” de EsSalud, ubicado en el distrito de Jesús María, en el año 2021.

## Trayectoria política
Fue miembro del Partido Aprista Peruano desde enero del año 2008 hasta febrero del 2015. 

### Congresista de la República
En el año 2019 se afilió en el partido Somos Perú y participó en las elecciones parlamentarias extraordinarias como candidato al Congreso de la República por la circunscripción electoral de Lambayeque. Jorge Pérez fue elegido como congresista de la república, obteniendo 28,385 votos voto, y juramentado para completar el disuelto periodo parlamentario 2016-2021.
Durante su gestión como congresista fue miembro de la Comisión de Transportes y Comunicaciones. Fue también uno de los 105 congresistas que votaron a favor de la segunda moción de vacancia presidencial contra el entonces presidente Martín Vizcarra.

### Elecciones del 2021
Tras culminar su gestión como congresista, Jorge Pérez decide participar en la plancha presidencial de Daniel Salaverry por Somos Perú para las elecciones generales del 2021. Participó también como candidato al Parlamento Andino debido a la ley que prohibía la reelección parlamentaria, sin embargo, no logró tener éxitos en ambas candidaturas.

### Gobernador Regional de Lambayeque
Para las elecciones regionales del año 2022, Jorge Pérez postulo a la presidencia del Gobierno Regional de Lambayeque por Somos Perú. Pérez logró pasar a segunda vuelta electoral y compitió contra el candidato Alexander Rodríguez de Alianza para el Progreso, logrando salir triunfador con el 55.17% de votos y siendo proclamado como el nuevo gobernador regional de Lambayeque para el período 2023-2026.